# Беняков, Айзик Янкелевич
Айзик Янкелевич Беняков (Исаак Айзик Бенякоб, также Бенъякоб или Беняков, «Бен-Якоб»; 1801—1863) — еврейский библиограф и писатель, родом из Российской империи; издатель еврейской 17-томной Библии с немецким переводом (совместно с А. Лебенсоном; 1848—1853); автор библиографического лексикона всеобщей еврейской письменности — «Оцар ха-сефарим» (букв. «сокровище книг»), изданного посмертно (1880).

## Биография
Родился в 1801 г. в местечке Рамигала (близ Вильны) в семье, насчитывавшей среди своих предков много раввинов и учёных. Был ещё ребёнком, когда родители переселились в Вильну, где дали ему обычное ортодоксальное воспитание. Помимо Талмуда и богословской науки, занимался изучением еврейской грамматики. В среде евреев царило веяние «берлинского просвещения»: изучать не государственный язык (русский), а немецкий, чем и занимался Бенякоб.
Влечение к литературе он проявил довольно рано, причём первыми его опытами были небольшие поэмы и эпиграммы. Прожив несколько лет в Риге, где вёл торговые дела, Бенякоб, думая заняться книжной торговлей и издательством, переехал в Лейпциг.

### Труды и публикации

#### В Лейпциге (с 1842)
В Лейпциге в 1842 он выпустил сборник «Михтавим ве-ширим», в который вошли 185 эпиграмм, несколько стихотворений, преимущественно переводных, и обстоятельная статья по стилистике и теории поэзии, излагающая сущность и историю эпиграммы у греков, римлян и средневековых еврейских поэтов.
Завязал отношения с выдающимися еврейскими учёными, напр. Еллинеком, Цунцом, Штейншнейдером, Фюрстом. Последнему оказывал существенные услуги при составлении библиографического труда «Bibliotheca judaica», о чём Фюрст упоминает в предисловии (I, VIII).
Первым научным трудом Бенякоба является «ха-кешет бе-анан» (из области еврейской грамматики и лексикографии), отрывки которого напечатаны в органе Фина «Пиркей Цафон» (1844 г.).
Дальнейшая деятельность Бенякоба посвящена исследованиям по истории еврейской литературы и библиографии, и научно-критическим изданиям выдающихся произведений средневековой еврейской письменности. В 1844 г., совместно с С. Г. Штерном, издал исправления и дополнения к известному библиографическому труду Азулаи.
В том же году появился его сборник «Дварим атиким» (второй выпуск в 1846 г.), куда вошли извлечённые из рукописей произведения Саадии Гаона («Pitron tischim Milot»), Аристотеля («Игерет мусар» в еврейском переводе Алхаризи), Иосифа Каспи («Квуцат кесеф») и др.
В 1846 г. издал известную элегию Гебироля «Заакат Шебер», которую С. Луцатто скопировал для него с древней рукописи, и религиозно-нравственное произведение Бахьи ибн-Пакуды «Ховот ха-левавот» (с введением А. Еллинека и предисловием и примечаниями издателя).

#### В Вильне (с 1848)
Вернувшись в 1848 г. в Вильну, совместно с поэтом А. Лебенсоном (первый сборник стихотворений которого Бенякоб издал в Лейпциге в 1842 г.), приступил к новому изданию Библии с немецким переводом (еврейским шрифтом) и комментарием мендельсоновской школы с различными добавлениями. Это 17-томное издание, над которым Бенякоб работал с 1848 по 1853 г., сыграло важную культурную роль в истории просвещения русского еврейства. На нём еврейские «маскилим» изучали не только Библию, но и немецкий язык, что давало им возможность знакомиться с культурой Запада.
В 1853 г. Бенякоб издал новое, совершенно переработанное издание труда Азулаи «Шем ха-гдолим», снабдив его критическими, историко-биографическими заметками и биографией автора. 21 августа 1855 года в Вильне заключил брак с Эстер Берковной Шапиро (1835—?); у них был сын Янкель Айзикович Беняков.
В 1862 г. опубликовал (в «ха-Кармель») воззвание к учёным, предлагая приступить к критическому изданию серии известных еврейских книг, имеющих наибольшее значение для еврейской науки.
Сам Бенякоб успел выпустить в свет лишь первый том критического издания выдающегося труда Азарии де Росси «Маор Ейнаим» (1863); второй том появился уже после его смерти.

#### «Оцар ха-сефарим»
Главный труд Бенякоба, над которым он работал свыше 20 лет, «Оцар ха-сефарим» (букв. «сокровище книг»), полное именование «Оцар ха-сефарим, библиографический лексикон всеобщей еврейской письменности, с включением рукописей до 1863 года», был издан сыном Бенякоба, Яковом, с примечаниями М. Штейншнейдера, лишь в 1880 г. Исследование Бенякоба, признанное учёным миром наиболее крупным библиографическим трудом на еврейском языке, включает 17 тысяч наименований, причём Бенякоб не ограничился простым перечнем названий, но дал также краткие замечания ο содержании книг и ο достоинствах того или другого издания.
Бенякоб является также автором целого ряда статей и стихотворений в разных изданиях: «Бикурей итим», «Пиркей цафон», «Керем Хемед» и др.
Бенякоб работал и над составлением двух словарей, еврейско-немецкого и мишнаитско-еврейско-немецкого; работы эти отчасти сохранились в рукописи.

### Участие в жизни общины
Бенякоб принимал живое участие в общественных делах родного города; как один из представителей общины, он был участником борьбы, направленной против установившихся в 1850-х годах порядков в виленском раввинском училище. Его письма (от 1856 г.) к И. Б. Левинзону, в которых подробно рассказывается история возникновения и последовательного развития безурядицы, вызвавшей борьбу за и против училища, составляют весьма ценный материал для истории образования и культуры русских евреев.
Умер в Вильне в 1863 г.